# Ginger (film, 1935)
Pour les articles homonymes, voir Ginger.
Pour plus de détails, voir Fiche technique et Distribution.
Ginger est un film américain en noir et blanc réalisé par Lewis Seiler, sorti en 1935.
C'est le premier rôle principal de la jeune actrice Jane Withers, âgée de neuf ans dans film.

## Synopsis
Jeanette Tracy, appelée Ginger, est une orpheline de huit ans qui vit dans un bidonville de New York avec son « Oncle Rex », un acteur shakespearien vieillissant. Un agent social arrive un jour à l'appartement et menace d'emmener Ginger si elle continue à manquer l'école et que son oncle reste au chômage. L'oncle Rex dit qu'il a trouvé un emploi au bureau de casting, et Ginger assure à l'officier qu'elle sera désormais une élève modèle. Il s'avère que le nouveau travail de l'oncle Rex est aboyeur pour un cinéma ; il est arrêté quand il attaque le manager qui insulte son jeu shakespearien. Incapable de payer l'amende, il est envoyé en prison pendant trente jours.

## Fiche technique
- Titre : Ginger
- Réalisation : Lewis Seiler
- Scénario : Arthur Kober
- Direction artistique : Duncan Cramer (en)
- Costumes : Alberto Luza
- Photographie : Bert Glennon
- Musique : Samuel Kaylin (en) (non crédité)
- Producteur : Sol M. Wurtzel
- Société de production : Fox Film Corporation
- Pays de production :  États-Unis
- Langue originale : anglais américain
- Format : noir et blanc — 35 mm — 1,37:1 — son : mono
- Genre : comédie dramatique
- Durée : 65 minutes (1 h 5)
- Dates de sortie : 
  - États-Unis : 5 juillet 1935
  - France : 30 juillet 1937

## Distribution
- Jane Withers : Ginger
- O. P. Heggie : Rexford Wittington
- Jackie Searl : Hamilton Parker
- Katharine Alexander : Mme Parker
- Walter Woolf King : Daniel Parker

et parmi les acteurs non crédités
- Charles Lane : le juge
- Patrick H. O'Malley Jr. : le policier
- Oscar Apfel : Bill Collector
- Ruth Clifford
- Mary Gordon